# جون فوبوکی
جون فوبوکی (به ژاپنی: Jun Fubuki) (زادهٔ ۱۲ مهٔ ۱۹۵۲) یک هنرپیشه اهل ژاپن است.
از فیلم‌ها یا برنامه‌های تلویزیونی که وی در آن نقش داشته است می‌توان به جذبه، پسر کو ندارد نشان از پدر اشاره کرد.